# Danny Boy (raper)
Danny Boy, właśc. Daniel O’Connor (ur. 13 grudnia 1968 na Brooklynie) – amerykański raper i były członek hip-hopowej grupy muzycznej House of Pain. Od 2006 udziela się w zespole La Coka Nostra.
W latach 80. XX wieku O’Connor przeniósł się do Kalifornii. Tam w szkole William Howard Taft High School poznał przyszłych członków grupy House of Pain – Everlasta i DJ-a Lethalla. Był to pierwszy zespół złożony z białej rasy osób.
W 2006 Danny Boy założył zespół La Coka Nostra. Skład współtworzą również Slaine, Ill Bill i byli członkowie House of Pain – Everlast i DJ Lethal. Debiutancki album pt. A Brand You Can Trust ukazał się 14 lipca 2009.

## Dyskografia
Źródło.
- The Testimony (2006)
- It’s About Time (2010)